# (5289) Niemela
(5289) Niemela – planetoida z pasa głównego asteroid okrążająca Słońce w ciągu 5 lat i 80 dni w średniej odległości 3,01 j.a. Została odkryta 20 maja 1990 roku w Obserwatorium Féliksa Aguilara. Nazwa planetoidy pochodzi od Virpi Niemelä (ur. 1936) urodzonej w Helsinkach, a prowadzącej badania masywnych gwiazd w obserwatorium w La Placie w Argentynie. Przed nadaniem nazwy planetoida nosiła oznaczenie tymczasowe (5289) 1990 KG2.